# Kommende Abbingwehr

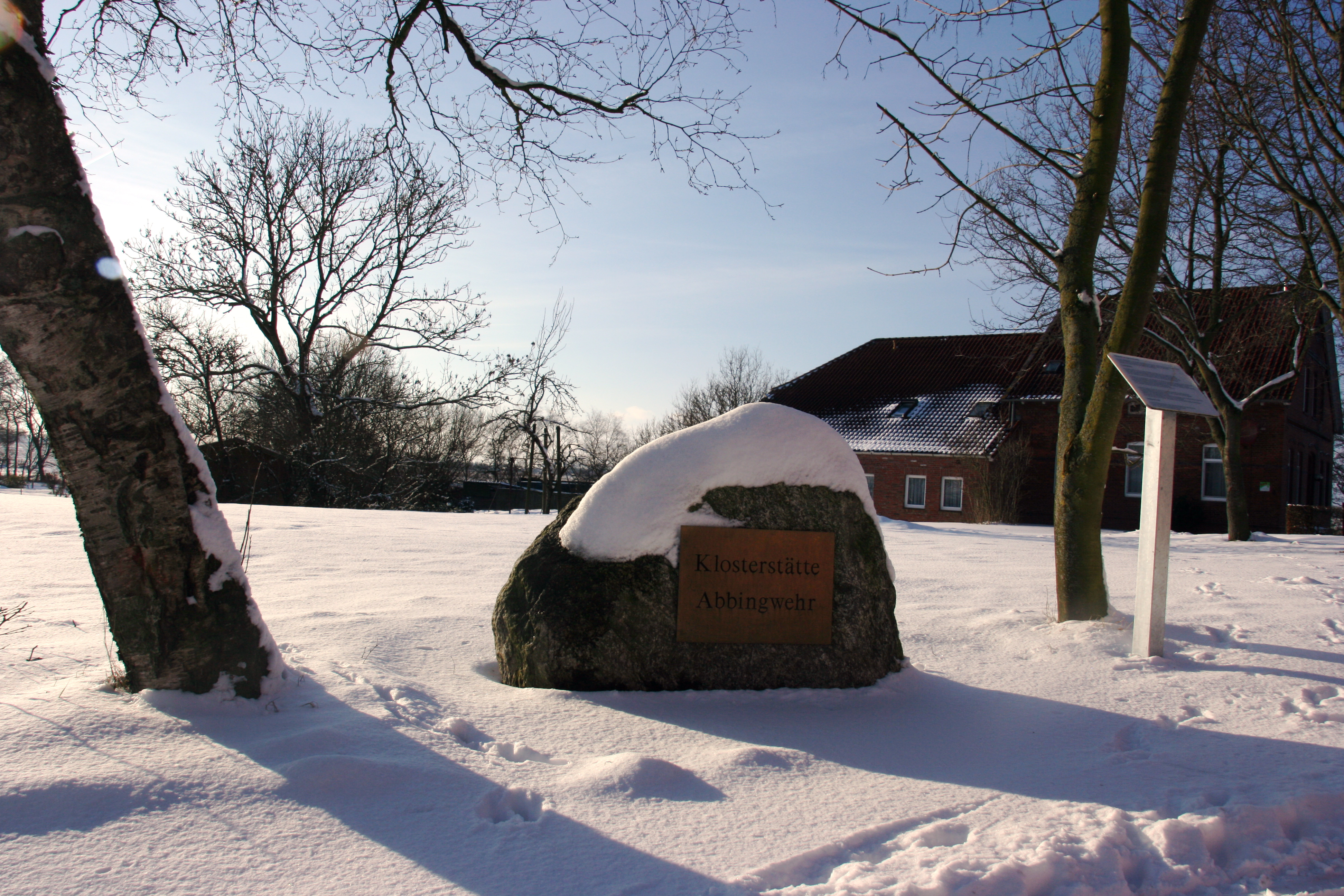
Gedenkstein in Abbingwehr

Die Kommende Abbingwehr (auch Kloster Abbingwehr genannt) war ein ostfriesisches Ordenshaus der Johanniter. Es lag in der Nähe von Abbingwehr auf dem Gebiet der heutigen Gemeinde Hinte. Die Niederlassung gilt als eine der bedeutendsten des Ordens in Ostfriesland.

## Geschichte
Das Gründungsdatum der Kommende ist unbekannt. Möglicherweise steht die Ansiedelung in Zusammenhang mit dem fünften Kreuzzug, bei dem die Friesen die Arbeit der Johanniter schätzen gelernt und den Orden dafür noch vor 1240 mit Schenkungen bedacht hatten. Eine andere Theorie geht davon aus, dass die Kommende Ende des 13. oder Anfang des 14. Jahrhunderts entstand. Demnach erwarb der Johanniterorden zwischen 1285 und 1290 Land in Abbingwehr. Dort legten sie ihre Niederlassung auf einer Warft nördlich des Dorfes Loppersum an. Erstmals wird die Kommende 1319 in einem Vergleich zwischen dem Johanniter-Hospital in Burgsteinfurt und den friesischen Komtureien als Abbyngearve urkundlich genannt.
Die Kommende gelangte schnell zu einigem Wohlstand. Im Jahre 1402 schenkten die ostfriesischen Häuptlinge Keno II. tom Brok und Enne zu Pilsum der Kommende die „dorpstede“ zu Miedelsum in der Nähe des heutigen Ortes Uttum. Dort entstand ein Vorwerk, das durch Geschenke schnell wuchs. Im selben Jahr werden erstmals Ordensschwestern in Abbingwehr genannt, die in der Zeit von 1425 bis 1455 sogar die Mehrheit der Konventsmitglieder stellten. Den Schwestern, die nach dem Ablegen des Gelübdes sogar die Ordenstracht mit dem Johanniterkreuz trugen, stand eine Mutter Oberin vor. Im Jahre 1492 ordnete der Komtur zu Burgsteinfurt an, dass die Kommende Heiselhusen mit „Land, Sand und allem Zubehör“ nach Abbingwehr inkorporiert wird. Dies geschah wohl vor dem Hintergrund wirtschaftlicher Probleme, die entstanden, nachdem die Zahl der arbeitenden Brüder bei den Johanniterhäusern abnahm. Die 1499 angeordnete Einverleibung der Kommenden Hasselt, Hesel und Boekzetel kam hingegen wegen des Widerstandes der ostfriesischen Häuser nicht mehr zustande. Kurz vor 1500 verpachteten die Johanniter ihr Vorwerk in Miedelsum. Zu Beginn des 16. Jahrhunderts galt Abbingwehr als die reichste Kommende Ostfrieslands. In Miedelsum gehörten ihr etwa 300 Grasen Land, in Abbingwehr selbst nochmals rund 365 Grasen. Dazu kam umfangreicher Streubesitz. Wirtschaftliche Basis war die Viehhaltung, in geringerem Umfang auch der Ackerbau auf Eschböden in der weiteren Umgebung von Abbingwehr.
Die Jahreseinnahmen Abbingwehrs betrugen nach Schätzungen von Visitatoren des Johanniterordens 1540 etwa 350 Gulden, von denen zwölf als Responsgeld (=Abgaben) an die Kommende Steinfurt zu zahlen waren. Diese Zahlen belegen aber nur den Stand nach der Reformation, in deren Zuge sich der ostfriesische Graf Enno II. im Jahre 1528 Abbingwehr wie auch die anderen Niederlassungen des Johanniterordens in Ostfriesland aneignete. Die Bewohner ließ er verjagen und die Niederlassungen plündern. Dabei nutzte der Graf offenbar eine ältere landesherrliche Schutzgewalt über den Orden. Dieses Vorgehen führte später zu mehreren Prozessen vor dem Reichskammergericht. 1529 wurde die Kirche der Kommende auf gräflichen Befehl abgerissen. In die sonstigen Gebäude der Kommende zogen Meier des Grafen ein. 1539 verpfändete der Graf den gesamten Besitz der Kommende in Abbingwehr für 3500 Kronen. Als Visitatoren der Johanniter Abbingwehr im Jahre 1540 aufsuchten, trafen sie keine Ordensmitglieder mehr an.
1546 erwarb der Emder Reformator und Landessuperintendent Ostfrieslands, Johannes á Lasco, Abbingwehr für 4500 Reichstaler und lebte hier für zwei Jahre mit seiner Frau. Ob zu diesem Zeitpunkt noch bauliche Reste der Kommende standen, ist unklar. Später wurde dort ein Gulfhof errichtet, der jedoch inzwischen abgerissen wurde. Heute erinnert ein Gedenkstein an die Kommende.